# 莫兰维利耶
莫兰维利耶（法語：Morainvilliers，法語發音：[mɔʁɛ̃vilje]）是法国伊夫林省的一个市镇，位于该省东北部，属于圣日耳曼昂莱区。

## 地理
莫兰维利耶（48°55'43"N, 1°56'13"E）面积7.24 平方千米，位于法国法蘭西島大區伊夫林省，该省份为法国北部内陆省份，北起瓦兹河谷省，西接厄尔省，西南接厄尔-卢瓦省，东南接埃松省，东临上塞纳省。
与莫兰维利耶接壤的市镇（或旧市镇、城区）包括：莱萨吕埃勒鲁瓦、沙佩、埃克维伊、梅当、奥热瓦勒、维尔努耶。

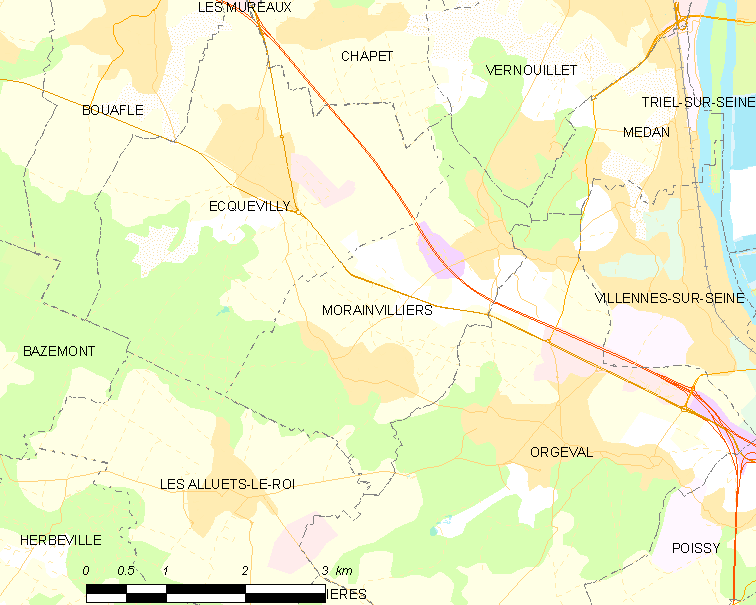
莫兰维利耶的OSM定位图

莫兰维利耶的时区为UTC+01:00、UTC+02:00（夏令时）。

## 行政
莫兰维利耶的邮政编码为78630，INSEE市镇编码为78431。

## 政治
莫兰维利耶所属的省级选区为塞纳河畔维尔讷伊县。

## 人口

1962-2008年间莫兰维利耶人口变化图示

莫兰维利耶于2022年1月1日时的人口数量为3102人。